# Muhammad al-Burtuqali
Muhammad al-Burtuqali, död 1526, var regerande sultan av Marocko mellan 1504 och 1526. Han tillhörde wattasidernas dynasti.